# Бертонкур
Бертонкур (фр. Bertoncourt) насеље је и општина у североисточној Француској у региону Шампањ-Арден, у департману Ардени која припада префектури Ретел.
По подацима из 2011. године у општини је живело 134 становника, а густина насељености је износила 19,62 становника/km². Општина се простире на површини од 6,83 km². Налази се на средњој надморској висини од 120 метара.

## Демографија
| 1962. | 1968. | 1975. | 1982. | 1990. | 1999. | 2011. |
| ----- | ----- | ----- | ----- | ----- | ----- | ----- |
| 143   | 147   | 157   | 166   | 147   | 147   | 134   |

График промене броја становника у току последњих година